# Brookline, New Hampshire
Brookline är en kommun (town) i Hillsborough County i delstaten New Hampshire, USA med 4 991 invånare (2010). 